# Route nationale 27 (Algérie)
Pour les articles homonymes, voir Route nationale 27.
La route nationale 27 (N27) est route nationale algérienne reliant Constantine à El Milia dans la wilaya de Jijel, d'une longueur de 76 km.

## Parcours
La N27 traverse les wilayas de Constantine, Mila et Jijel. 